# Fausto Saraceni
Fausto Saraceni (Roma, 1º agosto 1920 – Roma, 21 giugno 2000) è stato un produttore cinematografico, regista e sceneggiatore italiano.

## Biografia
Fausto Saraceni proveniva da una famiglia di origine nobiliare il padre Giovanni Saraceni, era un cavaliere di Cappa e Spada, onorificenza pontificia, la madre Anna, era una pianista e cantante lirica.
Durante il tempo di guerra e nell'immediato dopoguerra, frequentava il bar Ruschena, centro di ritrovo del cinema italiano, dove insieme a nomi del calibro di Federico Fellini, Mario Monicelli, Vittorio De Sica, Ugo Pirro, Ettore Scola, Roberto Rossellini, Luigi Magni e tanti altri, nacquero le basi dei film di una grande stagione del cinema italiano.
Fausto Saraceni cominciò la sua carriera organizzando spettacoli teatrali per le truppe italiane, per poi cimentarsi come scrittore e regista di documentari quali Fratelli d'Italia (1952), Gli 11 moschettieri con Ennio De Concini (1952), Puglia: la Terra (1953) e Viaggio in oriente (1953); questa esperienza lo portò a diventare un produttore cinematografico.
Le collaborazioni più importanti della vita lavorativa di Saraceni furono, quella con Rodolfo Sonego, Alberto Sordi e Vittorio De Sica, uno degli incontri più proficui fu quello con Gianni Hecht Lucari, fondatore della Documento Film (nel 1950). Quando Saraceni, nel 1960, entrò nella Documento Film, questa attraversava un momento di difficoltà, fu proprio Saraceni a salvarla, portandola al successo. Un'altra collaborazione importante è quella con Dino De Laurentiis, nata dal profondo legame che univa le mogli, Silvana Mangano e Lilli Saraceni.
Tra le 94 pellicole da lui realizzate, sono degne di nota: Il giardino dei Finzi-Contini (1970), tratto dal celebre romanzo di Giorgio Bassani, che regalò all'Italia l'Oscar al Miglior film di lingua straniera (1972), una Nomination all'Oscar come Migliore sceneggiatura non originale (1972), un David di Donatello per il miglior film (1971), un David Speciale (1971), un Orso d'oro al Berlino Film Festival (1971), due Nastro d'argento (1971), un Glodo d'oro (1971), una nomination al Grammy Award come migliore colonna sonora (1973) e la British Academy Film Award ha assegnato un BAFTA (1973) e una nomination per la migliore fotografia. 
Saraceni lavorò cinque anni alla ricerca della giusta sceneggiatura e volle che solo e soltanto l'amico e parente Vittorio De Sica fosse a dirigerlo, poi La ragazza con la pistola (1968) di Mario Monicelli, film in cui il produttore fece recitare per la prima volta Monica Vitti in un ruolo comico e che vinse il David di Donatello come miglior attrice e il film fu candidato all'Oscar. Metello (1970) di Mauro Bolognini, tratto dall'omonimo romanzo di Vasco Pratolini, in cui Saraceni fece recitare per la prima volta un giovane Massimo Ranieri, che vinse il Globo d'oro come miglior attore rivelazione (1970); al Festival di Cannes la pellicola si aggiudicò il premio per la miglior interpretazione femminile a Ottavia Piccolo (1970) e la nomination per la Palma d'oro a Bolognini (1970); un David di Donatello come Miglior Film (1970) e due David Speciale e due Globo d'oro ai protagonisti; Nastro d'Argento come migliore attrice Ottavia Piccolo (1971), Nastro d'Argento come miglior scenografia (1971) e altre quattro nomination. Detenuto in attesa di giudizio (1971) di Nanni Loy, film in cui il produttore fece recitare Alberto Sordi in un ruolo drammatico che vinse il David di Donatello come miglior attore.
Nel 1968 Saraceni produsse ...e per tetto un cielo di stelle di Giulio Petroni, che fu il primo "spaghetti western" comico all'italiana; produsse diversi film con Alberto Sordi.
Saraceni fu uno dei primi ad ideare film ad episodi (Made in Italy, Le coppie ecc.) e fu il precursore nella scelta di titoli complessi e lunghi come (Riusciranno i nostri eroi a ritrovare l'amico misteriosamente scomparso in Africa?), tendenza poi ripresa, ad esempio da Lina Wertmüller.
Fausto Saraceni muore improvvisamente il 21 giugno 2000.

## Filmografia

### Produzione
- Guerra e pace (War and Peace), regia di King Vidor (1956)
- Camping, regia di Franco Zeffirelli (1957)
- Crimen, regia di Mario Camerini (1960)
- La mia signora, regia di Luigi Comencini, Mauro Bolognini, Tinto Brass (1964)
- Alta infedeltà, regia di Mauro Bolognini, Tinto Brass e Luigi Comencini (1964)
- Le bambole, regia di Dino Risi, Luigi Comencini, Franco Rossi e Mauro Bolognini (1965)
- I complessi, regia di Luigi Filippo D'Amico, Dino Risi e Franco Rossi (1965)
- Made in Italy, regia di Nanni Loy (1965)
- I nostri mariti, regia di Luigi Filippo D'Amico, Dino Risi e Luigi Zampa (1966),
- Le fate, regia di Luciano Salce, Mario Monicelli, Mauro Bolognini, Antonio Pietrangeli (1966)
- Le streghe, regia di Mauro Bolognini, Vittorio De Sica, Pier Paolo Pasolini, Franco Rossi, Luchino Visconti (1967)
- Wanted, regia di Giorgio Ferroni (1967)
- Le dolci signore, regia di Luigi Zampa (1968)
- Riusciranno i nostri eroi a ritrovare l'amico misteriosamente scomparso in Africa?, regia di Ettore Scola (1968)
- La ragazza con la pistola, regia di Mario Monicelli (1968)
- ...e per tetto un cielo di stelle, regia di Giulio Petroni (1968)
- Amore mio aiutami, regia di Alberto Sordi (1969)
- Lovemaker - L'uomo per fare l'amore, regia di Ugo Liberatore (1969)
- H2S, regia di Roberto Faenza (1969)
- Come, quando, perché, regia di Antonio Pietrangeli e Valerio Zurlini (1969)
- Le coppie, regia di Mario Monicelli, Alberto Sordi e Vittorio De Sica (1970)
- Il giardino dei Finzi Contini, regia di Vittorio De Sica (1970)
- Metello, regia di Mauro Bolognini (1970)
- Bello, onesto, emigrato Australia sposerebbe compaesana illibata, regia di Luigi Zampa (1971)
- Detenuto in attesa di giudizio, regia di Nanni Loy (1971)
- Lo scopone scientifico, regia di Luigi Comencini (1972)
- Porgi l'altra guancia, regia di Franco Rossi (1974)
- Il comune senso del pudore, regia di Alberto Sordi (1976)
- Quelle strane occasioni, regia di Luigi Comencini, Nanni Loy e Luigi Magni (1976)
- Professor Kranz tedesco di Germania, regia di Luciano Salce (1978)

### Regia
- Fratelli d'Italia (1952)
- Gli 11 moschettieri, co-regia con Ennio De Concini (1952)

#### Documentari
- Puglia: la terra (1953)
- Viaggio in oriente (1953)
- Tradizioni Eugubine (1954)
- La nostra gente (1954)
- La costruzione dell'acquedotto Ischia-Procida (1959)